# Scopula rufigrisea
Scopula rufigrisea är en fjärilsart som beskrevs av Louis Beethoven Prout 1913. Scopula rufigrisea ingår i släktet Scopula och familjen mätare. Inga underarter finns listade.